# Clyde Cessna
 (avril 2025).
Pour les articles homonymes, voir Cessna.
Clyde Vernon Cessna, né le 5 décembre 1879 à Hawthorne (Iowa) et mort le 20 novembre 1954 à Wichita (Kansas), est un ingénieur et un aviateur américain, le fondateur de l'entreprise Cessna Aircraft Corporation.

## Débuts dans l'aviation
Alors qu'il avait deux ans, sa famille déménagea à Rago (en) dans le comté de Kingman, au Kansas, au bord de la rivière Chikaskia (en). Pendant son enfance, il prit l'habitude d'apprendre par lui-même des innovations et des compétences en mécanique afin d'améliorer les machines agricoles et de développer de nouvelles méthodes agricoles. Il devint plus tard un concessionnaire automobile prospère à Enid (Oklahoma).
Son goût pour l'aviation prit naissance en 1910 à l'occasion d'un meeting aérien dans son État natal, le Kansas. C'est ce meeting qui le conduisit au cours des années suivantes à poursuivre sa carrière dans l'aviation. Après la réalisation de son intérêt pour l'aviation, Clyde quitta l'Oklahoma et s'installa à New York, où il travailla pendant une courte période à la Queen Aeroplane Company. C'est là qu'il apprit la construction des avions.

## Premiers avions
En 1911, il entreprit de construire son premier avion, qu'il nomma Silverwing. C'était un monoplan, construit en bois d'épinettes et en lin, et qui avait la forme d'une version américaine du Blériot XI. Le moteur était un moteur de bateau à moteur modifié Elbridge, baptisé "aero special", un 2 temps, 4 cylindres, avec un maximum de 40 ch (30 kW) et 1 050 tr/min. Il emmena son appareil non testé dans la plaine de Great Salt Lake, près d'Enid (Oklahoma). Sa première tentative de vol prit fin en une espèce de boucle qui se termina au sol et lui coûta 100 dollars en réparations. Cessna tenta treize fois de voler, chaque tentative se terminant d'une manière ou d'une autre par un échec. Enfin, lors du treizième essai, Cessna eut une lueur d'espoir lorsque son avion rebondit en l'air brièvement avant de s'écraser dans les arbres alors qu'il tentait de tourner. Frustré, Cessna s'exclama après son accident : « je vais faire voler cette chose, ou bien alors je vais la brûler et ne plus jamais rien à voir avec les avions ! ». En juin 1911, Cessna réussit enfin son premier vol. Les mêmes foules qui avaient ri de ses échecs changèrent de ton et commencèrent à le considérer comme un « héros audacieux » et le surnommèrent « l'homme-oiseau d'Enid ». Cessna continua à apprendre lui-même à voler au cours des mois suivants, jusqu'en décembre 1911, où il vola avec succès sur 8 km et réussit à se poser au point de départ.
Après le succès du Silverwing, Cessna quitta définitivement l'industrie automobile pour l'aviation. Entre 1912 et 1915, Il développa plusieurs nouveaux monoplans, tous équipés d'un moteur en étoile 6 cylindres Anzani de 40-60 ch. Dans le même temps, il faisait des démonstrations aériennes aux commandes de son avion lors de manifestations festives et de foires régionales.
En 1916, Clyde Cessna acheta un bâtiment pour construire un nouvel avion destiné à la saison des meetings aériens de 1917. Son usine servit un second objectif car il ouvrit également une école de pilotage, où étaient inscrits cinq élèves. Mais en avril 1917, après la déclaration de guerre des États-Unis à l'Allemagne, le marché des avions de meeting s'effondra. Sa principale source de revenus ayant disparu, Cessna retourna dans son ancienne maison près de Rago, au Kansas, où il reprit son travail sur la ferme familiale.

## Travel Air Manufacturing Company
Dans les années qui suivirent la Première Guerre mondiale, l'intérêt du secteur privé pour l'aviation s'accrut, conduisant Cessna, associé à Walter Beech et Lloyd Stearman, à fonder, en 1925, la Travel Air Manufacturing Company à Wichita, au Kansas. Présidée par Cessna, l'entreprise se hissa rapidement au niveau des principaux constructeurs d’avions des États-Unis. Ce succès peut être attribué à des modèles d’avions d'une conception nouvelle, qui atteignirent la notoriété internationale en établissant plusieurs records de vitesse et de distance. Au bout de deux ans, cependant, Cessna, qui était en désaccord avec ses associés sur le type d'appareil à construire — monoplan ou biplan — quitta l'entreprise avec l'intention de monter sa propre affaire.

## Cessna Aircraft Corporation
La Cessna Aircraft Corporation fut fondée le 7 septembre 1927 et Cessna travailla aussitôt à la conception et à la construction d'un monoplan efficace. Le "AW" fut terminé à la fin de 1927 ; ce monoplan atteignait la vitesse de 233 km/h et pouvait voler pendant sept heures. Au cours des années suivantes, l'entreprise livra de nombreux avions de compétition reconnus pour leur sécurité, leurs performances et leur économie.
À la veille de la crise de 1929 et de la Grande Dépression, le succès du nouveau modèle poussa l'entreprise à trop investir, ce qui aboutit à sa faillite, puis à sa fermeture complète en 1931. Trois ans plus tard, Cessna rouvrit son usine de Wichita, qu'il vendit finalement à ses neveux en 1936. Cessna retourna alors à l'agriculture. À la demande de ses neveux, il accepta de prendre une part dans la société, mais en se cantonnant aux cérémonies officielles et sans s'intéresser à sa gestion quotidienne.
Clyde Vernon Cessna décéda à Wichita, en 1954, à l'âge de 74 ans.